# Ballet Rose
Vidas Proibidas - Ballet Rose, ou simplesmente Ballet Rose, foi uma série de televisão portuguesa, produzida pela NBP, em 1997, e transmitida pela RTP1 no ano seguinte. Tinha como cabeça de cartaz a atriz Sofia Alves, que protagonizava cenas íntimas na série. 
A mesma baseia-se num escândalo que rebentou, em 1967, em Portugal, no qual diversos homens ligados às mais altas cúpulas do Estado Novo participavam em orgias com crianças, entre os 8 e os 12 anos, e em práticas de sado-masoquismo, que levaram à morte de, pelo menos, uma mulher.
A série foi reposta por diversas vezes na RTP Memória.

## Elenco (por ordem alfabética)
- Amadeu Caronho - Agente Oliveira
- Ana Catarina Alves - Ivone
- Ana Padrão - Genoveva
- Ana Zanatti - Luísa, Condessa da Rocha
- Ângela Pinto - Explicadora de Inglês
- Anita Guerreiro - Maria
- António Assunção - Juiz Conselheiro Luís Pedrosa
- António Banha - António
- António Évora - Director da PJ
- António Melo - Procurador
- António Pedro Cerdeira - Gaspar
- Canto e Castro - Luís, Marquês de Albuquerque
- Carlos César - Cristóvão
- Carlos Lacerda - João, Ministro da Justiça
- Carlos Santos - Agente Afonso
- Carmen Santos - Dra. Manuela (advogada)
- Catarina Avelar - Isaltina
- Cláudia Carvalho - rapariga
- Cucha Carvalheiro - Catarina
- Diana Marques dos Reis - rapariga
- Diogo Vasconcelos - Felisberto
- Fátima Belo - Isabel
- Filomena Gonçalves - Rosa de Melo
- Filomena Oliveira - Celeste
- Fernanda Lapa - Maria do Carmo, Marquesa de Albuquerque
- Graça Braz - Olívia
- Henrique Viana - Miguel Galvão
- Igor Sampaio - Bispo
- Inga Barciella - Amélia
- Joana França - Gisélia
- Joana Marques dos Reis - rapariga
- João Lagarto - Alfredo Guimarães, Ministro da Presidência
- João Maria Pinto - Psiquiatra
- João Perry - Augusto, Conde da Rocha
- Jorge Sousa Costa - Cónego
- José Eduardo - Carlos Coimbra
- José Pedro Gomes - Agente Reinaldo
- José Raposo - Dr. Florival (advogado)
- José Wallenstein - Dr. Augusto (advogado)
- Linda Silva - Deolinda
- Lurdes Norberto - Dra. Odete Lencastre (médica)
- Lucinda Loureiro - Dra. Berta (advogada)
- Luís Alberto - Inspector Josué
- Luís Pavão - Chefe de Gabinete do Ministro da Justiça
- Manuel Castro e Silva - Vítor Morais (enfermeiro da Carris)
- Manuela Carona - Alda
- Márcia Breia - Leonor
- Margarida Marinho - Ricardina
- Maria Emília Correia - Ilda
- Maria José Paschoal - Brígida
- Marina Albuquerque - Cremilde
- Noémia Costa - Lourdes
- Orlando Costa - Juiz
- Patrícia Tavares - Júlia Albuquerque
- Paula Pais - Gabi
- Paulo Matos - Garcia
- Pedro Górgia - Joaquim
- Renata Coutinho - Laura (criança)
- Rita Alagão - Zulmira
- Rogério Samora - Padre Manuel
- Rui Luís - Rifas
- Rui Luís Brás - Juiz Asa
- Rui Mendes - Juvenal, Sub-director da PIDE
- São José Lapa - Dra. Filomena (advogada)
- Sofia Alves - Laura
- Sónia Jerónimo - Ludovina
- Sónia Jardim Almeida - Ofélia
- Suzana Borges - Eva
- Tânia Crespo - Rita
- Tânia Filipa Pereira - Carolina
- Victor Emanuel - Jerónimo
- Victor Rocha - Agente Rufino
- Virgílio Castelo - Agente Álvaro

## Sinopse
Lisboa, 1967. Em pleno regime, rebenta um escândalo sexual que perturba os alicerces do Estado Novo: um grupo de homens influentes da sociedade e até membros do governo sustentam uma rede de prostituição, que utiliza raparigas menores como objetos de prazer.
O fio da meada começa a desenrolar-se quando Laura Rodrigues (Sofia Alves) é presa numa rusga efetuada a uma pensão. Na polícia, a jovem — mas experiente — prostituta começa a revelar os contornos de uma chocante teia de pedofilia.
Ao tomar conhecimento de que a PJ se encontra a investigar um caso tão escaldante e perigoso para a reputação do regime, a PIDE tenta, a todo o custo, impedir o avanço das diligências da Judiciária e abafar o escândalo iminente. Mas, apesar de algumas traições e fraquezas de certos investigadores, o inevitável acontece e a verdade acaba por se tornar pública…

## Curiosidades
- A série foi inspirada num artigo da jornalista Felícia Cabrita, publicado no jornal Expresso, no ano de 1996, que trouxe novamente a palco o escândalo ocorrido durante os últimos anos do regime salazarista.
- Na altura em que foi transmitida, a série acabou por gerar muita polémica, tanto pela história perturbadora como por cenas íntimas bastante explícitas, protagonizadas pelas atrizes Sofia Alves, Patrícia Tavares e Fátima Belo.
- Mesmo transmitida em horários tardios, Ballet Rose conseguiu registar índices de audiência bastante elevados.